# Koszmosz–200
A Koszmosz–200 (oroszul: Космос–200) szovjet Celina–O típusú rádiófelderítő műhold volt.

## Küldetése
Meghatározott űrkutatási és katonai programot hajtott végre. Celina–O rádióelektronikai felderítő műhold. Feladata a földi adók (radar és rádió) pontos helyének, frekvenciájának, az alkalmazott eszköz típusának, az alkalmazás módjának (kódolt, nyílt), aktivitásának meghatározása. Hadműveletek során felerősödő kommunikáció ellenőrzése, lehetőséget biztosítva az előzetes figyelmeztetésre, további eszközök felkészítésére.

## Jellemzői
A dnyipropetrovszki Juzsnoje tervezőirodában kifejlesztett műhold, mely a földi rádiólokátorok felderítésére és azok működési paramétereinek a meghatározására szolgált.
1968. január 20-án a Pleszeck űrrepülőtérről egy Koszmosz–3M (11F616) típusú hordozórakétával juttatták magas Föld körüli, (HEO = High-Earth Orbit) körpályára. Az orbitális egység pályája 95,1 perces, 74 fokos hajlásszögű, elliptikus pálya-perigeuma 516 kilométer, apogeuma 536 kilométer volt. Hasznos tömege 875 kilogramm. A sorozat felépítését, szerkezetét, alapvető fedélzeti rendszereit tekintve egységesített, szabványosított űreszköz. Henger formájú, átmérője 2 méter, hossza 1 méter, felületét napelemek burkolják. Áramforrása kémiai, illetve a körkörösen elhelyezett 8 napelemtábla energia-hasznosításának kombinációja (kémiai akkumulátorok, napelemes energiaellátás – földárnyékban puffer-akkumulátorokkal). Pályasíkjában rögzítette a jeleket, vevőállomás aktivitásánál lejátszotta.
1973. február 24-én belépett a légkörbe és megsemmisült.